# Händene församling
Händene församling var en församling i Skara stift och i Skara kommun. Församlingen uppgick 2006 i Ardala församling.

## Administrativ historik
Församlingen har medeltida ursprung.
Församlingen utgjorde till 1551 ett eget pastorat för att därefter till 2002 vara annexförsamling i pastorat med Skara stadsförsamling/Skara församling/Skara domkyrkoförsamling som moderförsamling. Församlingen ingick mellan 2002 och 2006 i Skara pastorat och uppgick 2006 i Ardala församling.

## Kyrkor
- Händene kyrka